# 2023 în tenis
Această pagină acoperă toate evenimentele importante din tenis de-a lungul anului 2023. Oferă rezultatele turneelor notabile din 2023, atât în circuitele ATP și WTA cât și Cupa Davis și Billie Jean King Cup.

## Turnee de Grand Slam
| Categorie       | Turneu          | Campion        | Finalist           | Scor                         |
| --------------- | --------------- | -------------- | ------------------ | ---------------------------- |
| Simplu masculin | Australian Open | Novak Djokovic | Stefanos Tsitsipas | 6–3, 7–6(7-4), 7–6(7-5)      |
| Simplu masculin | French Open     | Novak Djokovic | Casper Ruud        | 7–6(7–1), 6–3, 7–5           |
| Simplu masculin | Wimbledon       | Carlos Alcaraz | Novak Djokovic     | 1–6, 7–6(8–6), 6–1, 3–6, 6–4 |
| Simplu masculin | US Open         | Novak Djokovic | Daniil Medvedev    | 6–3, 7–6(7–5), 6–3           |

| Categorie      | Turneu          | Campion             | Finalist         | Scor          |
| -------------- | --------------- | ------------------- | ---------------- | ------------- |
| Simplu feminin | Australian Open | Arina Sabalenka     | Elena Rîbakina   | 4–6, 6–3, 6–4 |
| Simplu feminin | French Open     | Iga Świątek         | Karolína Muchová | 6–2, 5–7, 6–4 |
| Simplu feminin | Wimbledon       | Markéta Vondroušová | Ons Jabeur       | 6–4, 6–4      |
| Simplu feminin | US Open         | Coco Gauff          | Arina Sabalenka  | 2–6, 6–3, 6–2 |

| Categorie      | Turneu          | Campion                     | Finalist                           | Scor          |
| -------------- | --------------- | --------------------------- | ---------------------------------- | ------------- |
| Dublu masculin | Australian Open | Rinky Hijikata Jason Kubler | Hugo Nys Jan Zieliński             | 6–4, 7–6(7–4) |
| Dublu masculin | French Open     | Ivan Dodig Austin Krajicek  | Sander Gillé Joran Vliegen         | 6–3, 6–1      |
| Dublu masculin | Wimbledon       | Wesley Koolhof Neal Skupski | Marcel Granollers Horacio Zeballos | 6–4, 6–4      |
| Dublu masculin | US Open         | Rajeev Ram Joe Salisbury    | Rohan Bopanna Matthew Ebden        | 2–6, 6–3, 6–4 |

| Categorie     | Turneu          | Campion                               | Finalist                         | Scor            |
| ------------- | --------------- | ------------------------------------- | -------------------------------- | --------------- |
| Dublu feminin | Australian Open | Barbora Krejčíková Kateřina Siniaková | Shuko Aoyama Ena Shibahara       | 6–4, 6–3        |
| Dublu feminin | French Open     | Hsieh Su-wei Wang Xinyu               | Leylah Fernandez Taylor Townsend | 1–6, 77–65, 6–1 |
| Dublu feminin | Wimbledon       | Hsieh Su-wei Barbora Strýcová         | Storm Hunter Elise Mertens       | 7–5, 6–4        |
| Dublu feminin | US Open         | Gabriela Dabrowski Erin Routliffe     | Laura Siegemund Vera Zvonareva   | 7–6(11–9), 6–3  |

| Categorie  | Turneu          | Campion                        | Finalist                       | Scor                |
| ---------- | --------------- | ------------------------------ | ------------------------------ | ------------------- |
| Dublu mixt | Australian Open | Luisa Stefani Rafael Matos     | Sania Mirza Rohan Bopanna      | 7–6(7–2), 6–2       |
| Dublu mixt | French Open     | Miyu Kato Tim Pütz             | Bianca Andreescu Michael Venus | 4–6, 6–4, [10–6]    |
| Dublu mixt | Wimbledon       | Mate Pavić Liudmila Kicenok    | Joran Vliegen Xu Yifan         | 6–4, 6–7(9–11), 6–3 |
| Dublu mixt | US Open         | Anna Danilina Harri Heliövaara | Jessica Pegula Austin Krajicek | 6–3, 6–4            |

## ATP 1000/WTA 1000
| Categorie       | Turneu               | Campion         | Finalist           | Scor                    |
| --------------- | -------------------- | --------------- | ------------------ | ----------------------- |
| Simplu masculin | Indian Wells Masters | Carlos Alcaraz  | Daniil Medvedev    | 6–3, 6–2                |
| Simplu masculin | Miami Open           | Daniil Medvedev | Jannik Sinner      | 7–5, 6–3                |
| Simplu masculin | Monte-Carlo Masters  | Andrei Rubliov  | Holger Rune        | 5–7, 6–2, 7–5           |
| Simplu masculin | Madrid Open          | Carlos Alcaraz  | Jan-Lennard Struff | 6–4, 3–6, 6–3           |
| Simplu masculin | Roma Open            | Daniil Medvedev | Holger Rune        | 7–5, 7–5                |
| Simplu masculin | Canada Masters       | Jannik Sinner   | Alex de Minaur     | 6–4, 6–1                |
| Simplu masculin | Cincinnati Masters   | Novak Djokovic  | Carlos Alcaraz     | 5–7, 7–6(9–7), 7–6(7–4) |
| Simplu masculin | Shanghai Masters     | Hubert Hurkacz  | Andrei Rubliov     | 6–3, 3–6, 7–6(10–8)     |
| Simplu masculin | Paris Masters        | Novak Djokovic  | Grigor Dimitrov    | 6–4, 6–3                |

| Categorie      | Turneu               | Campion            | Finalist           | Scor            |
| -------------- | -------------------- | ------------------ | ------------------ | --------------- |
| Simplu feminin | Dubai Open           | Barbora Krejčíková | Iga Świątek        | 6–4, 6–2        |
| Simplu feminin | Indian Wells Masters | Elena Rîbakina     | Arina Sabalenka    | 7–6(13–11), 6–4 |
| Simplu feminin | Miami Open           | Petra Kvitová      | Elena Rîbakina     | 7–6(16–14), 6–2 |
| Simplu feminin | Madrid Open          | Arina Sabalenka    | Iga Świątek        | 6–3, 3–6, 6–3   |
| Simplu feminin | Roma Open            | Elena Rîbakina     | Anhelina Kalinina  | 6–4, 1–0, ret.  |
| Simplu feminin | Canada Masters       | Jessica Pegula     | Liudmila Samsonova | 6–1, 6–0        |
| Simplu feminin | Cincinnati Masters   | Coco Gauff         | Karolína Muchová   | 6–3, 6–4        |
| Simplu feminin | Guadalajara Open     | Maria Sakkari      | Caroline Dolehide  | 7–5, 6–3        |
| Simplu feminin | China Open           | Iga Świątek        | Liudmila Samsonova | 6–2, 6–2        |

| Categorie      | Turneu               | Campion                                  | Finalist                            | Scor              |
| -------------- | -------------------- | ---------------------------------------- | ----------------------------------- | ----------------- |
| Dublu masculin | Indian Wells Masters | Rohan Bopanna Matthew Ebden              | Wesley Koolhof Neal Skupski         | 6–3, 2–6, [10–8]  |
| Dublu masculin | Miami Open           | Santiago González Édouard Roger-Vasselin | Austin Krajicek Nicolas Mahut       | 7–6(7–4), 7–5     |
| Dublu masculin | Monte-Carlo Masters  | Ivan Dodig Austin Krajicek               | Romain Arneodo Sam Weissborn        | 6–0, 4–6, [14–12] |
| Dublu masculin | Madrid Open          | Karen Haceanov Andrei Rubliov            | Rohan Bopanna Matthew Ebden         | 6–3, 3–6, [10–3]  |
| Dublu masculin | Roma Open            | Hugo Nys Jan Zieliński                   | Robin Haase Botic van de Zandschulp | 7–5, 6–1          |
| Dublu masculin | Canada Masters       | Marcelo Arévalo Jean-Julien Rojer        | Rajeev Ram Joe Salisbury            | 6–3, 6–1          |
| Dublu masculin | Cincinnati Masters   | Máximo González Andrés Molteni           | Jamie Murray Michael Venus          | 3–6, 6–1, [11–9]  |
| Dublu masculin | Shanghai Masters     | Marcel Granollers Horacio Zeballos       | Rohan Bopanna Matthew Ebden         | 5–7, 6–2, [10–7]  |
| Dublu masculin | Paris Masters        | Santiago González Édouard Roger-Vasselin | Rohan Bopanna Matthew Ebden         | 6–2, 5–7, [10–7]  |

| Categorie     | Turneu               | Campion                                 | Finalist                             | Scor                  |
| ------------- | -------------------- | --------------------------------------- | ------------------------------------ | --------------------- |
| Dublu feminin | Dubai Open           | Veronika Kudermetova Liudmila Samsonova | Chan Hao-ching Latisha Chan          | 6–4, 6–7(4–7), [10–1] |
| Dublu feminin | Indian Wells Masters | Barbora Krejčíková Kateřina Siniaková   | Beatriz Haddad Maia Laura Siegemund  | 6–1, 6–7(3–7), [10–7] |
| Dublu feminin | Miami Open           | Coco Gauff Jessica Pegula               | Leylah Fernandez Taylor Townsend     | 7–6(8–6), 6–2         |
| Dublu feminin | Madrid Open          | Victoria Azarenka Beatriz Haddad Maia   | Coco Gauff Jessica Pegula            | 6–1, 6–4              |
| Dublu feminin | Roma Open            | Storm Hunter Elise Mertens              | Coco Gauff Jessica Pegula            | 6–4, 6–4              |
| Dublu feminin | Canada Masters       | Shuko Aoyama Ena Shibahara              | Desirae Krawczyk Demi Schuurs        | 6–4, 4–6, [13–11]     |
| Dublu feminin | Cincinnati Masters   | Alycia Parks Taylor Townsend            | Nicole Melichar-Martinez Ellen Perez | 6–7(1–7), 6–4, [10–6] |
| Dublu feminin | Guadalajara Open     | Storm Hunter Elise Mertens              | Gabriela Dabrowski Erin Routliffe    | 3–6, 6–2, [10–4]      |
| Dublu feminin | China Open           | Marie Bouzková Sara Sorribes Tormo      | Chan Hao-ching Giuliana Olmos        | 3–6, 6–0, [10–4]      |